# LÉ Grainne
La LÉ Grainne (CM10) fu un dragamine della classe Ton che operò, chiamandosi HMS Oulston (M1129), con la Royal Navy e poi col Seirbhís Chabhlaigh na hÉireann. Il suo nome in gaelico è in onore di Gráinne, leggendaria principessa promessa in sposa a Fionn Mac Cumhail ma fuggita col guerriero Diarmuid.
La Oulston fu costruita dalla John I. Thornycroft & Company, a Southampton, in Inghilterra. La nave venne varata il 20 luglio 1954 e dopo diciassette anni di servizio fu venduta al Seirbhís Chabhlaigh. La nave fu consegnata il 30 gennaio 1971, nella città di Hythe, vicino a Southampton.
Nel 1987 fu venduta ad una società spagnola per la demolizione, iniziata dopo trentatré anni di servizio.